# Josh Gad
Pour les articles homonymes, voir Gad.
Joshua "Josh" Gad est un acteur et chanteur américain né le 23 février 1981.
Il est connu pour avoir interprété Elder Arnold Cunningham dans la comédie musicale The Book of Mormon et le rôle de Ryan Church dans la série Back to You (en). Il a également fait de nombreuses apparitions dans des épisodes de Urgences, The Daily Show, Modern Family, et Numb3rs joue son propre rôle dans la série The Comedians, avec Billy Crystal.
En 2017, il interprète le rôle de LeFou dans La Belle et la Bête.

## Biographie
Il est né à Hollywood en Floride aux États-Unis. Sa mère est un agent immobilier et son beau-père est un conseiller en placement, il a deux frères et une demi-sœur. Il a été élevé dans la religion juive, son père était un immigrant juif d'Afghanistan et sa mère une immigrante juive ashkénaze,.
Il est diplômé en 1999, à la NSU University School. Par la suite, il a assisté à la Carnegie Mellon College of Fine Art, où il est diplômé en 2003. Pendant ce temps, il a entrepris un long semestre d'échange à l'Institut national d'art dramatique.

## Vie privée
Depuis 2008, il est marié à l'actrice Ida Darvish, ensemble ils ont deux filles,.

## Filmographie

### Cinéma

#### Longs métrages
- 2002 : Mary and Joe de John R. Hamilton : Angel
- 2007 : Watching the Detectives de Paul Soter : Mark
- 2008 : Las Vegas 21 (21) de Robert Luketic : Miles Connolly
- 2008 : The Rocker de Peter Cattaneo : Matt Gadman
- 2009 : Droit de passage (Crossing over) de Wayne Kramer : Howie
- 2010 : Love, et autres drogues (Love and Other Drugs) d'Edward Zwick : Josh Randall
- 2011 : American Hot'lidays (Mardi Gras : Spring Break) de Phil Dornfeld : Bump
- 2012 : She Wants Me (en) de Rob Margolies : Sam Baum
- 2013 : La Reine Des Neiges de Chris Buck : Olaf
- 2013 : Jobs de Joshua Michael Stern : Steve Wozniak
- 2013 : Les Stagiaires (The Internship) de Shawn Levy : Andrew Andersen
- 2013 : Sex Therapy de Stuart Blumberg : Neil
- 2014 : Le Rôle de ma vie (Wish I Was Here) de Zach Braff : Noah Bloom
- 2015 : Pixels de Chris Columbus : Ludlow Lamonsoff
- 2015 : Témoin à louer (The Wedding Ringer) de Jeremy Garelick : Doug Harris
- 2017 : La Belle et la Bête (Beauty and the Beast) de Bill Condon : LeFou
- 2017 : Marshall de Reginald Hudlin : Sam Friedman
- 2017 : Le Crime de l'Orient-Express (Murder on the Orient Express) de Kenneth Branagh : Hector MacQueen
- 2019 : La Reine des neiges 2 (Frozen II) de Chris Buck : Olaf
- 2019 : Little Monsters d'Abe Forsythe : Nathan Schneider/Teddy McGiggle
- 2020 : Artemis Fowl de Kenneth Branagh : Mulch Diggums

#### Court métrage
- 2009 : Big Guy de David Oyelowo : Rodney

### Télévision

#### Séries télévisées
- 2005 : Urgences : Sgt. Bruce Larabee (épisode 16, saison 11)
- 2007-2008 : Back to You (en) : Ryan Church (17 épisodes)
- 2008-2009 : Numb3rs : Roy McGill (2 épisodes)
- 2009 : Woke Up Dead : Matt (21 épisodes)
- 2009 : Party Down : Jeffrey Ells (1 épisode)
- 2011 : Modern Family : Kenneth (épisode 9, saison 3)
- 2011-2015 : New Girl : Bearclaw (3 épisodes)
- 2011-2014 : Gigi: Almost American : Gigi (15 épisodes)
- 2012-2013 : 1600 Penn : Skip Gilchrist (13 épisodes)
- 2015 : The Comedians : lui-même (13 épisodes)
- 2020-2022 : Avenue 5 : CEO Hermann Judd (17 épisodes)
- 2021 : Staged : lui-même (1 épisode)
- 2022 : Wolf Like Me (13 épisodes)

#### Téléfilms
- 2009 : Waiting to Die de Ted Wass : Simon
- 2009 : Rent Control de Ty Clancey : Officier Freds

## Doublage

### Films
- 2010 : Marmaduke de Tom Dey : Chien avec un bandana
- 2017 : Mes vies de chien de Lasse Hallström : Le chien

### Films d'animations
- 2012 : L'Âge de glace 4 (Ice Age: Continental Drift) de Steve Martino et Michael Thurmeier : Louis
- 2013 : La Reine des neiges (Frozen) de Chris Buck et Jennifer Lee : Olaf
- 2016 : Angry Birds, le film (The Angry Birds Movie) de Clay Kaytis et Fergal Reilly : Chuck

### Court métrage
- 2015 : La Reine des neiges : Une fête givrée de Chris Buck et Jennifer Lee : Olaf
- 2023 : Il était une fois un studio de Dan Abraham et Trent Correy : Olaf

### Séries d'animations
- 2008 : American Dad : Art (1 épisode)
- 2010 : The Cleveland Show : Droopy/Pimp (1 épisode)
- 2011 : Good Vibes : Mondo (12 épisodes)
- 2014 : Phinéas et Ferb : Wendell (2 épisodes)
- 2016 : Princesse Sofia : Olaf (1 épisode)

### Jeux vidéo
- 2012 : Men in Black: Alien Crisis : Emilio Chauncey/Khnemu
- 2015 : Disney Infinity 3.0 : Olaf
- 2019 : Kingdom Hearts 3 : Olaf

## Distinctions et récompenses
- 2013 : Annie Award du meilleur acteur de doublage pour le rôle de Olaf dans La Reine des neiges.

## Voix francophones
En France, Christophe Lemoine est la voix française la plus régulière de Josh Gad. Franck Sportis l'a également doublé à deux reprises.
En France
| - Christophe Lemoine dans : - Love, et autres drogues - Jobs - Pixels - Témoin à louer - Mes vies de chien (voix) - Le Crime de l'Orient-Express - Mes autres vies de chien (voix) - Avenue 5 (série télévisée) - Artemis Fowl - Wolf Like Me (série télévisée) - La Folle Histoire du monde 2 (mini-série) - Dany Boon dans : - La Reine des neiges (voix) - La Reine des neiges 2 (voix) - Les Aventures d'Olaf (voix) - Franck Sportis dans : (les séries télévisées) - New Girl - The Comedians (en) | - Emmanuel Curtil dans : - La Reine des neiges : Une fête givrée (voix) - La Reine des neiges : Joyeuses fêtes avec Olaf (voix) - Julien Crampon dans : - Angry Birds, le film (voix) - Angry Birds : Copains comme cochons (voix) Et aussi - Charles Pestel dans Las Vegas 21 - Paolo Domingo dans The Rocker - Jean-Luc Atlan dans Droit de passage - Hervé Grull dans L'Âge de glace 4 : La Dérive des continents (voix) - Michel Barrio dans Sex Therapy - Jérôme Wiggins dans Les Stagiaires - Xavier Fagnon dans Le Rôle de ma vie - Alexandre Faitrouni dans La Belle et la Bête - Donald Reignoux dans Little Monsters - Thierry Wermuth (dialogues) et Olivier Podesta (chants) dans Central Park (voix) |